# Biarritz
Biarritz er en by i det sydvestlige Frankrig. Den ligger ud til Biscayabugten i departementet Pyrénées-Atlantiques. Byen er en mondæn turistby, der blandt andet er populær blandt surfere